# Slavče
Slavče (deutsch Slabsch) ist eine Gemeinde in Tschechien. Sie liegt fünf Kilometer südlich von Trhové Sviny in Südböhmen und gehört zum Okres České Budějovice.

## Geographie

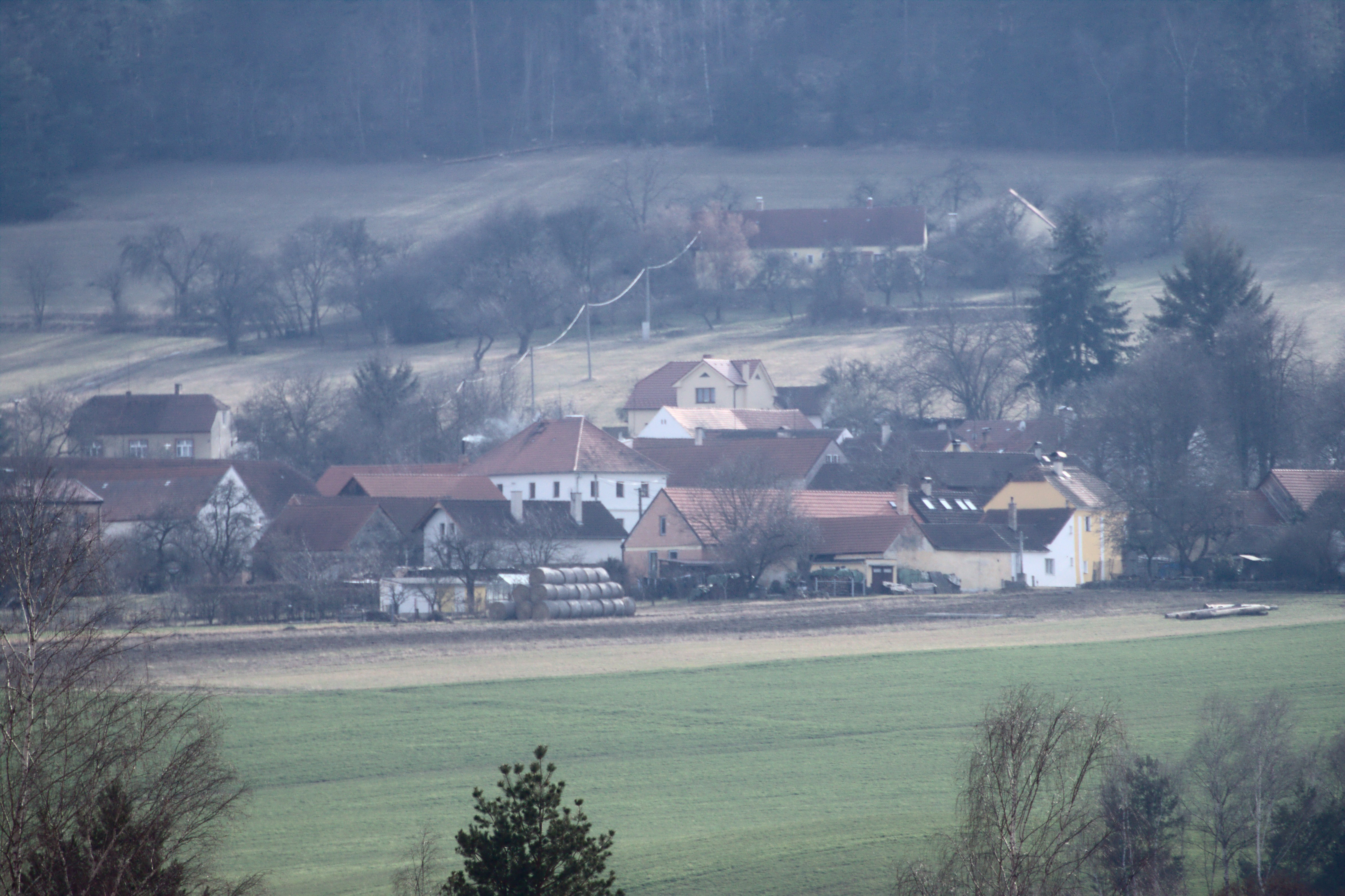
Ortsansicht

Slavče befindet sich am nördlichen Fuße des Hühnergebirges im Vorland des Gratzener Berglandes linksseitig über dem Tal des Baches Klenský potok (Gollnetschlager Bach). Nordöstlich erhebt sich der Hájek (584 m), im Südosten die Kondračská hora (682 m), südlich der Vysoký kámen (Henne, 864 m), im Südwesten der Kohout (Hahn, 869 m) und Velký kámen (753 m) sowie nordwestlich der Přední dily (562 m).
Nachbarorte sind Mohuřice und Na Stráni im Norden, Louzův Mlýn, Na Panském, Boršíkov, Čížkrajice und Kukle im Nordosten, Klažary und Chvalkov im Osten, Kondrač im Südosten, Na Hrbech, Záluží, Kroha und Do Parizů im Süden, Štěpán, Dolní Lhotká und Dobrkov im Südwesten, Sýkorův Hamr und Nesměň im Westen sowie U Mikšálů, Větrná Hůrka, Ločenice, Něchov und Keblany im Nordwesten.

## Geschichte
Die Gegend gehört zu den ältesten urkundlich belegten Gebieten Böhmens. Während die schriftliche Überlieferung über die Nachbarorte Todně, Něchov, Mohuřice und Žár bereits 1186 einsetzt, ist Slavče erst seit 1394 unter dem Namen villa Slawczi urkundlich belegt. Die Ortsnamen Klažary, Nežetice, Nesměň, Otěvěk, Keblany, Kondrač und Trutmaň sind keltischen Ursprungs und belegen eine weitaus frühere Besiedlung der Gegend.
Im Jahre 1840 lebten in den 47 Häusern von Slawče / Slapsch bzw. Zlapsch 278 Tschechen. Größtenteils gehörte das Dorf zur Herrschaft Gratzen, jedoch waren davon fünf Häuser zum Prälaturgut Krumau, drei Häuser zur Herrschaft Krumau und zwei Häuser der Stadt Budweis untertänig. Gepfarrt war der Ort nach Sonnberg. Teil von Slawče waren auch die 15 Häuser des aus dem emphyteutisierten Meierhof Chwalkahof entstandenen Dorfes Chwalkow (Chvalkov) einschließlich der dortigen herrschaftlichen Schäferei sowie der Lauschmühle (Louzův Mlýn) und der Einschicht Okrup (Na Hrbech). Bis zur Mitte des 19. Jahrhunderts blieb das Dorf zwischen drei unterschiedlichen Herrschaften aufgeteilt.
Nach der Aufhebung der Patrimonialherrschaften bildete Slavče/Slawtsch ab 1850 zunächst einen Ortsteil der Gemeinde Mohuřice/Mairitz in der Bezirkshauptmannschaft Budějovice/Budweis. 1894 entstand die politische Gemeinde Slavče/Slabsch mit dem Ortsteil Záluží/Zalusch. 1906 wurde in Slavče eine eigene Kirche geweiht. Im Jahre 1915 hatte die Gemeinde 449 tschechische Einwohner, davon lebten 340 in Slavče und 109 in Záluží. Während der deutschen Besetzung war Slabsch bis 1945 Grenzort zum Deutschen Reich. 1948 wurde das Dorf dem neu gebildeten Okres Trhové Sviny zugeschlagen, der zwölf Jahre später wieder aufgehoben wurde. Mit Beginn des Jahres 1961 erfolgte die Eingemeindung von Dobrkovská Lhotka, Keblany, Lniště und Mohuřice; zugleich wurde die Gemeinde dem Okres České Budějovice zugeordnet.

## Gemeindegliederung

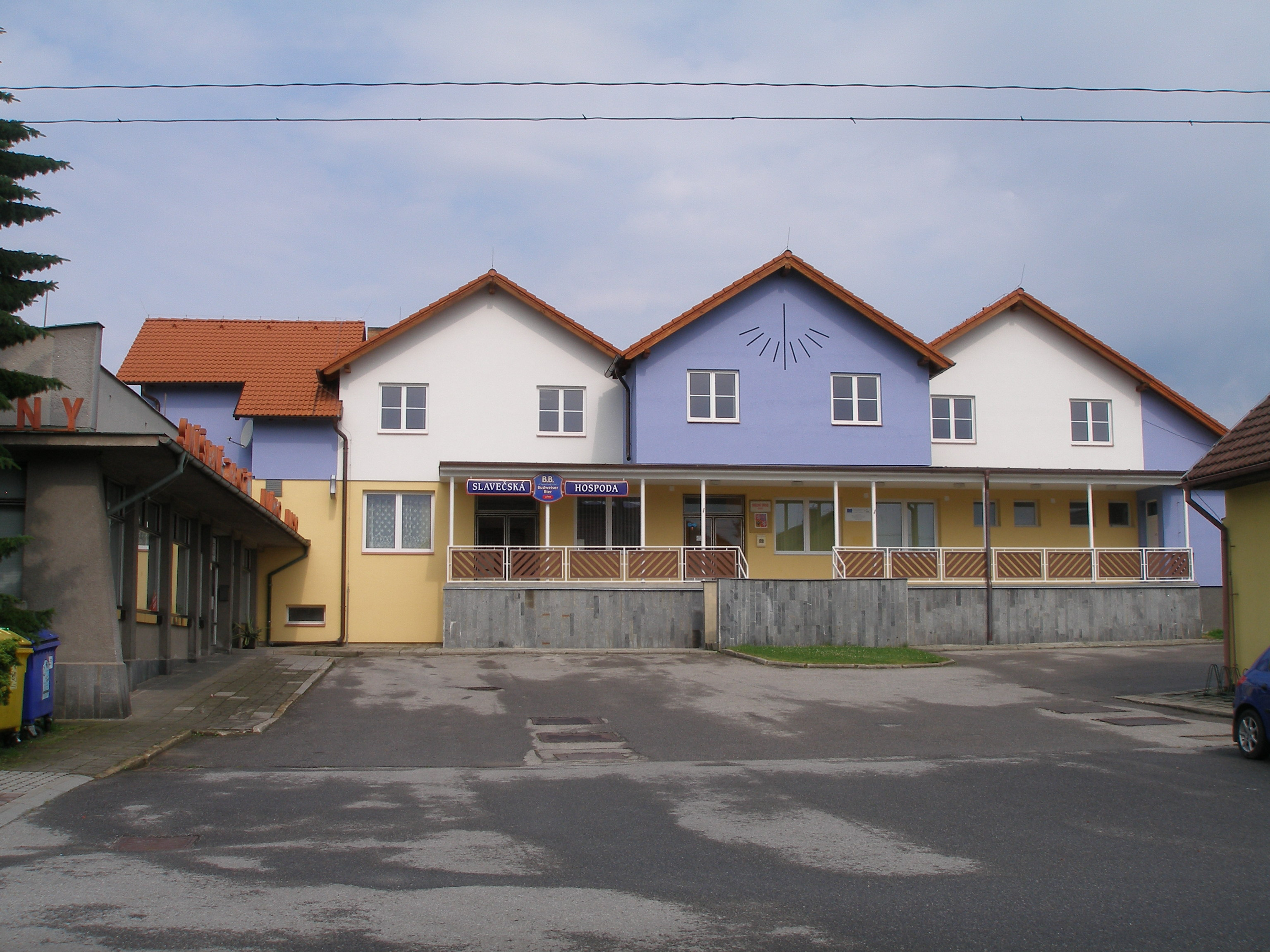
Gemeindeamt und Gaststätte

Die Gemeinde Slavče besteht aus den Ortsteilen Dobrkovská Lhotka, Keblany (Keblan), Lniště (Elnischt), Mohuřice (Mairitz), Slavče (Slabsch) und Záluží (Zalusch)  sowie den Wohnplätzen Do Parízů, Na Hrbech und Štěpán. Der Ortsteil Dobrkovská Lhotka gliedert sich in die Ansiedlungen Dobrkov (Doberkau) und Dolní Lhotka (Unter Mehlhüttel). Grundsiedlungseinheiten sind Dobrkovská Lhotka, Dolní Lhotka, Keblany, Lniště, Mohuřice, Slavče und Záluží.
Das Gemeindegebiet gliedert sich in die Katastralbezirke Dobrkovská Lhotka, Keblany, Mohuřice und Slavče u Trhových Svinů.

## Bevölkerungsentwicklung
| Jahr      | 1869 | 1880 | 1890 | 1900 | 1910 | 1921 | 1930 | 1950 | 1961 | 1970 | 1980 | 1991 | 2001 | 2011 | 2021 |
| --------- | ---- | ---- | ---- | ---- | ---- | ---- | ---- | ---- | ---- | ---- | ---- | ---- | ---- | ---- | ---- |
| Einwohner | 1056 | 1212 | 1253 | 1239 | 1329 | 1291 | 1169 | 751  | 702  | 620  | 524  | 497  | 515  | 581  | 685  |

## Sehenswürdigkeiten
- Neogotische Kirche der Apostel Philippus und Jakobus in Slavče, errichtet 1903–1906 auf Initiative von Karl von Buquoy
- Barocke Kapelle der hll. Florian und Johannes von Nepomuk mit deren Statuen, aus dem 18. Jahrhundert
- Bauerngehöfte aus dem 19. Jahrhundert
- Barocke Dreifaltigkeitssäule in Dobrkov, geschaffen 1769
- Ehemalige Wassermühle Louzův Mlýn, heute Erholungsobjekt